# Michael Aničić
Michael Aničić (* 18. Oktober 1974 in Frankfurt am Main) ist ein ehemaliger deutscher Fußballspieler und jetziger Trainer.

## Karriere
Die Karriere des Linksfußes begann bei Eintracht Frankfurt, wo er am 6. März 1993 im Spitzenspiel gegen den FC Bayern München erstmals in einem Bundesligaspiel aufgestellt wurde. Zwar verlor die Eintracht mit 0:1, doch die starke Leistung des offensiven Mittelfeldspielers brachten ihn gleich in das ZDF-Sportstudio. Es folgten Angebote der Spitzenclubs Bayer 04 Leverkusen, VfB Stuttgart und sogar FC Bayern München, doch Aničić blieb bei der Eintracht. Nach 50 Spielen und 5 Toren in der Fußball-Bundesliga und sehr langer Verletzung zog es ihn ins Ausland. Er spielte bei drei Vereinen (Grazer AK, SV Ried, Hapoel Haifa) dreimal zwei Jahre lang und sah seine Zeit in Österreich und Israel als die schönste seiner Karriere an.
Danach versuchte Aničić ein Comeback beim SC Freiburg, doch ihn holte das Verletzungspech wieder ein. 2003 beendete er seinen Vertrag mit dem SC und trug in der Saison 2003/04 das Trikot des SV Darmstadt 98, mit dem ihm der direkte Wiederaufstieg aus der Fußball-Oberliga Hessen in die Regionalliga Süd gelang. Aničić verließ die „Lilien“ jedoch wieder und blieb in der Oberliga, in der er ein halbes Jahr für den 1. FC Eschborn und in der Rückrunde 2004/05 für den FSV Frankfurt stürmte. Zur Saison 2005/06 kehrte er 31-jährig nach Darmstadt zurück, wo er als Mannschaftskapitän um den Aufstieg in die 2. Fußball-Bundesliga kämpfen wollte, aber während der Hinrunde durch eine Erkrankung aus dem Kader fiel. Nach Querelen mit der Mannschaft und dem Trainer Bruno Labbadia wechselte Aničić im Januar 2006 wieder zurück zum nun in der Regionalliga spielenden 1. FC Eschborn. 
Als Eschborn wenige Tage später Insolvenz anmelden musste, löste Aničić seinen Vertrag wieder auf und wechselte im Februar 2006 zum FC Carl Zeiss Jena in der Regionalliga Nord. Von Verletzungen zurückgeworfen, spielte der Mittelfeldspieler nach kurzer Zeit nur noch in der Reserve der Thüringer mit. So wechselte er zur Saison 2006/07 zum baden-württembergischen Oberligisten SV Waldhof Mannheim, wo er nach einer Suspendierung zwar im Februar 2007 in den Kader zurückkehrte, doch sein eigentlich noch ein Jahr laufender Vertrag zum Sommer 2007 aufgelöst wurde. Er wechselte ein 3. Mal zum SV Darmstadt 98 und trug als Spielmacher zur Meisterschaft 2008 in der Oberliga Hessen bei.
Nachdem der Vertrag zwischen Aničić und Darmstadt 98 im Sommer 2008 aufgelöst worden war, wollte der Spieler zum hessischen Fünftligisten RSV Würges wechseln, erhielt jedoch offenbar aufgrund eines Formfehlers in der Vertragsauflösung mit Darmstadt 98 bzw. des zu späten Vertragsschlusses mit Würges vom Hessischen Fußballverband keine Spielgenehmigung für die Hinrunde der Saison 2008/09. Im Januar 2009 absolvierte er ein Probetraining bei Barcelona SC Guayaquil in Ecuador, konnte sich aber u. a. aufgrund von Problemen mit der tropischen Hitze und Feuchtigkeit nicht für ein Engagement empfehlen. Stattdessen unterschrieb er bei der in der Regionalliga West spielenden Wormatia Worms einen Vertrag bis zum Saisonende. Dort beendete er im Sommer 2009 zunächst seine aktive Karriere. Fortan war er als Scout im Jugendbereich für die Wormatia vorgesehen und wollte mit dem Klub eine Fußballschule aufbauen. Im Herbst 2009 wurde er jedoch von der Wormatia noch einmal für wenige Spiele reaktiviert. Er bestritt sein letztes Fußballspiel am 13. Dezember 2009.

## Trainerkarriere
Nach seiner aktiven Karriere begann er im Sommer 2010 seinen ersten Trainerjob und übernahm den hessischen FC Ober-Rosbach, den er in seiner ersten Saison zur Meisterschaft der Gruppenliga und dem Aufstieg in die Verbandsliga Süd führte. Im Sommer 2012 löste er seinen Trainer-Vertrag bei Ober-Rosbach auf und wechselte als Sportlicher Leiter zum Hessischen A-Ligisten SV Fischbach.

## Persönliches
Aničić besuchte in Frankfurt die Merianschule. Sein Vater Milan Aničić ist ehemaliger Profi in Jugoslawien und wurde danach Trainer im Rhein-Main-Gebiet. Dieser trainierte als Torwarttrainer lange Jahre die U-14 der Frankfurter Eintracht und arbeitete unter seinem Sohn Michael als Torwarttrainer beim FC Ober-Rosbach in der Wetterau. Michael Aničić betreibt seit Jahren im Main-Taunus-Kreis und im Rhein-Main Gebiet Fußballschulen für Kinder. Seit dem 14. Januar 2013 bietet er auch Fördertraining für Kinder an.